# صنعة (مغنية كويتية)
صنعة بخيت مرسال مبارك (1938-)، مغنية شعبية كويتية. تعد من أشهر الفنانات الشعبيات في الخليج، وكانت تقوم بكتابة وتلحين الأغاني وتجيد العزف على العود، وهي والدة الفنانة الشعبية نورة.

## عن حياتها
ولدت الفنانة صنعة بخيت مرسال مبارك في مدينة الكويت وتحديدا في منطقة المرقاب ودخلت الفن عن طريق الفنانة الشعبية عوده المهنا بعد أن اقنعت ذويها بمشاركتها معها بفرقتها، وبعد الحاح وافقوا أن تدخل الفن بشرط أن تكون والدتها مرافقة لها، وبدأت نقطة التحول المهمة في حياتها الفنية فنجحت بغناء الفن السامري الذي أشتهرت به، وكذلك الفن الخماري، إلى جانب بعض الاغنيات المصرية في الافراح والاعراس ومناسبات الطهور (الختان) وسواها كالقرقيعان، كما أن هي أول فنانة شعبية تؤدي أغنيات المطرب الكبير أبو بكر سالم على إيقاع الطار، كونها تعشق الأغاني اليمانية.
لمع أسم الفنانة صنعة بعد أن كونت فرقة خاصة بها، أسمتها «صنعة» وإنضمت اليها عدد من النساء، وكان معظم نشاط الفرقة منصب على الأعراس، وذكرت إبنتها نورة في تصريح صحفي سابق: أن والدتها بعد أن كانت ضمن فرقة عوده المهنا إنضمت إلى فرقة الفنانة أمينة أم زايد، ثم كونت فرقة بمفردها، ومن المطربات اللاتي برزن في فرقة صنعة إلى جانب إبنتها، الفنانة الشعبية فطومة، وقد التزمت الفنانة صنعة طوال مسيرتها الفنية بتقاليد الفن الشعبي، خاصة إحترام صاحبة العدة «الفرقة»، وإنقطعت عن الغناء لفترة بعد زواجها الثاني، لكنها عادت لعشقها الفن الشعبي حتى إعتزلت.